# Parigi-Roubaix 1958
La Parigi-Roubaix 1958, cinquantaseiesima edizione della corsa, fu disputata il 13 aprile 1958, per un percorso totale di 269 km. Fu vinta dal belga Léon Van Daele, giunto al traguardo con il tempo di 8h04'41" alla media di 33,330 km/h davanti a Miguel Poblet e Rik Van Looy.
I ciclisti che tagliarono il traguardo a Roubaix furono 75. La corsa, durata più di 8 ore, detiene un particolare record: infatti i ciclisti che arrivarono allo sprint, per giocarsi la vittoria, furono 23 (15 Belgi, 6 Francesi, 1 Irlandese ed 1 Spagnolo).

## Ordine d'arrivo (Top 10)
| Pos. | Corridore           | Squadra           | Tempo    |
| ---- | ------------------- | ----------------- | -------- |
| 1    | Léon Van Daele      | Faema-Guerra      | 8h04'41" |
| 2    | Miguel Poblet       | Ignis-Doniselli   | s.t.     |
| 3    | Rik Van Looy        | Faema-Guerra      | s.t.     |
| 4    | Rik Van Steenbergen | Elvé-Peugeot      | s.t.     |
| 5    | Jean Forestier      | Essor-Leroux      | s.t.     |
| 6    | Alfred De Bruyne    | Carpano           | s.t.     |
| 7    | Marcel Janssens     | Elvé-Peugeot      | s.t.     |
| 8    | Roger Hassenforder  | Saint-Raphaël     | s.t.     |
| 9    | Frans Aerenhouts    | Indipendente      | s.t.     |
| 10   | Jan Zagers          | Libertas-Dr. Mann | s.t.     |